# Biel Montoro
Biel Montoro (Olesa de Montserrat, 2000) és un actor català deixeble de Laura Jou.

## Trajectòria
Després de descobrir els seus dots artístics participant a La Passió, i havent interpretat papers de repartiment en el cinema i la televisió, Montoro va fer el seu debut cinematogràfic com a protagonista l'any 2019, amb la pel·lícula Diecisiete, de Daniel Sánchez Arévalo. Al film, l'Héctor (Daniel Montoro) és un jove delinqüent reincident amb síndrome d'Asperger que està tancat en un centre de menors, on participa en una teràpia de reinserció amb gossos abandonats i estableix un vincle molt fort amb un dels animals, un gos que es diu Oveja. Un dia, Oveja no torna perquè l'han adoptat i el protagonista decideix escapar-se del centre per anar-lo a buscar i hi involucra el seu germà, la seva autocaravana i l'àvia de tots dos. La cinta esdevé així una road movie que, més enllà de la recerca del gos, fa emergir la complexa relació entre els dos germans. En paraules de Montoro, el personatge d'Héctor «és totalment pràctic i lògic, està capficat amb els seus objectius, però també és algú molt sensible que per les circumstàncies que li ha tocat viure s'ha posat una carcassa protectora perquè sembli que les coses no l'afecten, per mostrar-se insensible davant del món.» L'actor afegeix: «A l'hora de treballar-lo era important entendre aquestes dues capes».